# Aguaturbia, vol. 2
Aguaturbia, vol. 2 es el segundo álbum oficial de la banda chilena de rock psicodélico Aguaturbia, fundada el año anterior y activa hasta 1974. Fue lanzado originalmente en 1970 en LP, y reediciones posteriores siguieron manteniendo este formato de audio sin cambiar al CD. La edición inglesa de 1994 sólo constó de 500 vinilos numerados.
Este álbum, al igual que el anterior, causó polémica en Chile por la cubierta de su carátula, inspirada en el cuadro de Salvador Dalí «Cristo de San Juan de la Cruz» pero siendo la figura de Jesús reemplazada por la de una mujer.
A la versión original, que sólo consta de ocho temas le fueron agregadas tres canciones al final, dos de ellas pertenecientes a su sencillo El hombre de la guitarra; además de adjuntársele al comienzo todas las canciones del álbum debut Aguaturbia.

## Lista de canciones
| Aguaturbia, vol. 2 |                         |          |  |
| N.º                | Título                  | Duración |  |
| 1.                 | «I Wonder Who»          | 2:58     |  |
| 2.                 | «Heartbreaker»          | 5:40     |  |
| 3.                 | «Blues on the Westside» | 6:17     |  |
| 4.                 | «Waterfall»             | 3:45     |  |
| 5.                 | «Well All Right»        | 3:47     |  |
| 6.                 | «Jailhouse Rock»        | 2:44     |  |
| 7.                 | «E.V.O.L»               | 8:45     |  |
| 8.                 | «Aguaturbia»            | 2:25     |  |
| 36:21              |                         |          |  |